# Kompilator logiczny
Kompilator logiczny (ang. logic compiler) – rodzaj oprogramowania wspomagającego projektowania programowalnych układów logicznych. To oprogramowanie na podstawie dostarczonego przez danego użytkownika opisu działania układu wyznacza określoną mapę połączeń w elemencie PLD. Zaawansowane kompilatory logiczne akceptują na wejściu opisy schematów elementów TTL bądź specyfikacje czasu, które umożliwiają automatyczny podział większych układów logicznych na elementy PLD, a także optymalizację doboru elementów. Wszelkie działania kompilatora logicznego doprowadzają do powstania programu, który steruje pracą programatora wszystkich układów.